# Koriopolis
Koriopolis es el nombre dado por la prensa griega por los escándalos de arreglo de partidos en el fútbol griego que salió a la luz en julio de 2011. La investigación se centra en delitos como el juego ilegal, fraude, extorsión y lavado de dinero.
El nombre Koriopolis es un juego de palabras similar al escándalo italiano llamado Calciopoli (2006), y la palabra korios se refiere a "escuchas telefónicas".

## Historia
La investigación se inició después de que la UEFA, el organismo rector del fútbol europeo, publicó un informe que indicaba al menos 40 partidos fijados en el país durante la temporada 2009-10. Entre los 68 sospechosos mencionados por las autoridades judiciales el 24 de julio de 2011, destacan el presidente y propietario del Olympiacos, Vangelis Marinakis, quien fue absuelto, y el jugador del mismo club Avraam Papadopoulos, junto con otros funcionarios del club, jugadores, árbitros y un jefe de policía. Los detalles del escándalo se indican en un documento de 130 páginas, una copia de la cual fue vista por Associated Press. Contiene numerosas transcripciones de conversaciones telefónicas grabadas, llenas de insultos y amenazas de violencia física, supuestamente entre los directivos del equipo, junto con jugadores y árbitros a fin de alterar los resultados decisivos.
Giorgos Nikitadis, ministro del gobierno del Departamento de Cultura, calificó la investigación como "la página más negra de la historia del fútbol griego", mientras que el presidente del AEK Atenas, Stavros Adamidis, dijo que el juego nacional llegó a "tocar fondo".

## Consecuencias
El 28 de julio de 2011, se anunció que el Olympiakos Volos y el Kavala fueran relegados a la Football League, y su presidente Achilleas Beos y Makis Psomiadis no volvieran a ocupar cargos relacionados con el fútbol de por vida. Sin embargo, ambos apelaron a esta decisión.
El 10 de agosto de 2011, la decisión final de la Federación Helénica de Fútbol ya fue dada: ambos equipos permanecerán en la Superliga, aunque con reducción de puntos para la temporada 2011-12. Olympiakos Volos recibió 10 puntos de sanción y el Kavala 8 puntos.
El 11 de agosto de 2011, el Olympiakos, que había llegado a la ronda de play-off de la Liga Europa, fue excluido de la competencia por su implicación en el escándalo.
El 23 de agosto de ese mismo año se decidió que el este club y el Kavala fueran relegados finalmente a la Delta Ethniki, la cuarta categoría del fútbol griego.